# Monaco ai Giochi della XIX Olimpiade
Monaco partecipò ai Giochi della XIX Olimpiade che si sono svolti a Città del Messico dal 12 al 27 ottobre 1968, con una delegazione di due atleti impegnati in una competizione di tiro a segno. Fu la nona partecipazione del Principato ai Giochi estivi. Non fu conquistata nessuna medaglia.